# Roisin McGettigan
Roisin McGettigan (Wicklow, Irlanda, 23 de agosto de 1980) es una atleta irlandesa especializada en la prueba de 1500 m, en la que consiguió ser medallista de bronce europea en pista cubierta en 2009. También compitió en los Juegos Olímpicos de Pekín en 2008. Después de terminar en segundo lugar en la calificación en la carrera de obstáculos de 3000 m, terminó 14° en la final.

## Carrera deportiva
En el Campeonato Europeo de Atletismo en Pista Cubierta de 2009 ganó la medalla de bronce en los 1500 metros, con un tiempo de 4:11.58 segundos, tras la española Natalia Rodríguez y la eslovena Sonja Roman (plata).